# Chris de Bruin
Chris de Bruin (5 november 1951) is een Nederlandse golfprofessional.
In 1972 speelde hij het eerste seizoen van de Europese Tour. Hij eindigde hoog genoeg om zich voor 1973 te kwalificeren. Hij had echter geen sponsor en dus niet genoeg geld om meer dan acht toernooien te spelen. 